# Torre Medieval do Porto
A Torre Medieval, Torre da Rua de D. Pedro Pitões ou Torre da Cidade é uma casa-torre medieval reconstruída, localizada na zona histórica do Porto, em Portugal.
A casa-torre, actualmente localizada na Rua de Dom Pedro Pitões, permaneceu durante largos séculos oculta entre o casario então existente no local onde actualmente se abre o Terreiro da Sé. Encontrava-se ao lado dos antigos açougues, em frente à fachada principal da Sé do Porto.
Durante a década de 1940, numa tentativa da dar maior dignidade ao edifício da Sé e de higienizar a zona envolvente, procedeu-se à demolição dos antigos quarteirões, pondo a descoberto a torre medieval.
Como se tratava de um exemplar típico das construções medievais que preservava o aspecto de fortaleza, foi decidido preservá-lo, deslocando-o cerca de 15 metros do seu local original. O edifício foi reconstruído sob a orientação do arquitecto Rogério de Azevedo que lhe acrescentou um balcão em pedra de feição gótica.
Até 1960 aí esteve instalado o Gabinete de História da Cidade. Actualmente serve de posto de turismo da Porto Tours.